# Kemmern
Kemmern település Németországban, azon belül Bajorországban. Lakosainak száma 2545 fő (2023. december 31.).

## Népesség
A település népessége az elmúlt években az alábbi módon változott:
| Lakosok száma | 614  | 1293 | 1941 | 2188 | 2560 | 2529 | 2551 | 2554 | 2534 | 2545 |
|               | 1875 | 1950 | 1975 | 1987 | 2012 | 2014 | 2016 | 2017 | 2021 | 2023 |